# NGC 579
NGC 579 is een spiraalvormig sterrenstelsel in het sterrenbeeld Driehoek. Het hemelobject werd op 22 november 1827 ontdekt door de Britse astronoom John Herschel.

## Synoniemen
- PGC 5691
- UGC 1089
- MCG 5-4-64
- ZWG 502.103
- KUG 0128+333
- IRAS01289+3321